# Urbano di Sant'Alosio
Urbano di Sant'Alosio (Castellania Coppi, 1380 circa – dopo il 1443) è stato un nobile, diplomatico e militare italiano, governatore di Genova e membro dell'Ordine di San Giovanni di Rodi.

## Origini e gioventù
Nacque nel castello di Sant'Alosio, oggi parte del comune di Castellania Coppi, vicino a Tortona, primogenito di Francesco Rampini, signore di Sant'Alosio, e di madre ignota. I Rampini, antica famiglia legata ai vescovi di Tortona, ottennero il feudo nel 1377 grazie al vescovo Fabrizio Marliani. Il loro legame con i Visconti di Milano e il ruolo attivo nelle fazioni ghibelline consolidarono il prestigio e il potere della famiglia.

## Carriera militare e politica
Urbano entrò nella corte viscontea e nel 1408 ottenne l’investitura del castello di Sant'Alosio e dei territori di famiglia dal vescovo di Tortona. Durante la crisi del ducato visconteo dopo la morte di Gian Galeazzo Visconti, Urbano si schierò con Facino Cane, pur mantenendo legami con Filippo Maria Visconti. Dopo la morte di Facino nel 1412, tornò al servizio dei Visconti, ricoprendo ruoli di rilievo come maestro delle entrate e consigliere ducale. Filippo Maria Visconti lo impiegò in importanti missioni diplomatiche e militari. Nel 1420 ricevette Parma dal marchese Nicolò III d’Este e fu luogotenente della città. Partecipò alla guerra contro Genova (1421) e governò la città brevemente nel 1422. Urbano fu attivo nella gestione dei territori liguri e piemontesi. Nell'aprile del 1425, condusse una spedizione militare per riprendere il controllo di Chiavari, che era stata lasciata dai ribelli filo-Fregoso. Dopo la riconquista, assunse temporaneamente il ruolo di capitano del borgo, gestendone l'amministrazione e la sicurezza per alcuni mesi. Nel 1431, il marchese di Monferrato, Gian Giacomo Paleologo, entrò in conflitto con il duca Filippo Maria Visconti dopo aver stretto un’alleanza con i veneziani, acerrimi rivali di Milano. Egli fu incaricato di guidare un contingente di duemila fanti e cavalieri, con il quale occupò tutti i domini monferrini nella valle dell’Orba. Successivamente, rivolse la sua attenzione ai castelli appartenenti ai Del Carretto e agli Scarampi, per lo più vassalli del marchese, situati nelle montagne retrostanti Savona, minacciandoli per consolidare il controllo visconteo sull’area. Dal 1427 al 1431, come capitano della Riviera di Ponente, consolidò il controllo visconteo sulla regione, collaborando con i Del Carretto e ottenendo importanti successi diplomatici e militari, come la sottomissione delle Langhe al Ducato di Milano.

## Ultimi anni e morte
Nel 1433, dopo la morte della moglie, Urbano entrò nell'Ordine di San Giovanni di Rodi. Continuò a svolgere missioni diplomatiche per i Visconti fino al 1443, anno in cui compare per l’ultima volta nei documenti.

## Discendenza
Dal matrimonio con una donna di casato ignoto ebbe almeno due figli, Francesco e Filippo, che conservarono il feudo di Sardigliano fino al XVII secolo.